# Ana Paula Paiva
Ana Paula Paiva é uma fotógrafa jornalistica graduada pela Pontifícia Universidade Católica de Minas Gerais (PUC-MG); formou-se em 1997 em Jornalismo. Natural de Brasília, morou em Minas Gerais uma boa parte de sua vida, no Rio de Janeiro, e atualmente vive em São Paulo.

## Carreira
Trabalhou na Editora Abril, Editora Três, e atualmente trabalha na Editora Globo. Participou de exposições coletivas e festivais. Teve um livro publicado sobre o Rio de Janeiro. Trabalha no jornal Valor Econômico, da Editora Globo, desde 2008. Tem uma carreira de mais de vinte anos. Teve varias exibições de sua obra em São Paulo, Rio de Janeiro e em Madri (no Festival Photo España). Fez um mochilão pela América Latina que durou 5 meses, foi com seu filho que era um bebê de 11 meses e com seu marido. Essa viagem foi muito boa para sua vida pessoal como na profissional, pois a historia de sua viagem virou um blog e uma exposição fotográfica que perpassou o Brasil e a Europa.

## Prêmios
- Em 2005 e 2006 ganhou o Troféu Mulher Imprensa na categoria Repórter de imagem[1].

- Em 2005 e 2006 ganhou o premio "Woman Press Award"[4]

- Em 2013 ganhou o Prêmio Comunique-se na categoria de Repórter de imagem[5]